# Brian Tyler (Musiker)

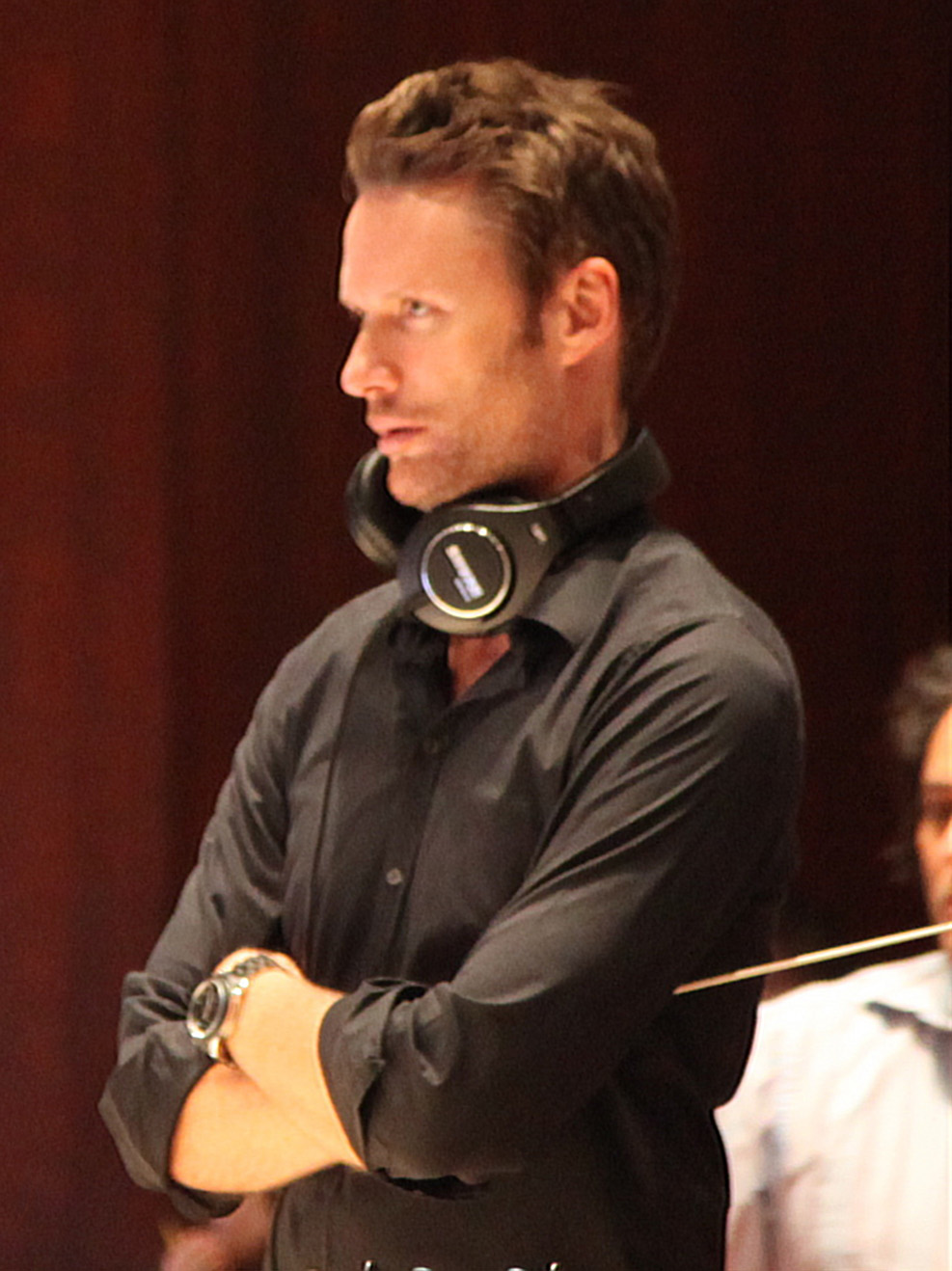
Brian Tyler (2011)

Brian Tyler (* 8. Mai 1972 in Los Angeles, Kalifornien) ist ein US-amerikanischer Dirigent und Filmkomponist.

## Leben
Brian Tyler wurde in Los Angeles geboren und studierte an der University of California und an der Harvard University. Er spielt mehrere Instrumente, darunter Klavier, Schlagzeug, Gitarre, Bass, Violoncello und Percussions. Tyler ist der Enkel des Oscarpreisträgers Walter H. Tyler. Seit 1997 ist er als Komponist für Film- und Fernsehproduktionen tätig, außerdem war er an mehreren Videospielen beteiligt. Insgesamt wirkte er bei mehr als 100 Projekten mit.
2018 komponierte Tyler im Auftrag von Liberty Media die offizielle Hymne zur FIA Formel-1-Weltmeisterschaft.

## Filmografie (Auswahl)
- 1999: Six-String Samurai
- 1999: The 4th Floor – Haus der Angst (The 4th Floor)
- 1999: Simon Sez
- 2000: Panic
- 2000: Wenn Mutterliebe zur Hölle wird (Trapped in a Purple Haze, Fernsehfilm)
- 2001: Plan B
- 2001: Dämonisch (Frailty)
- 2001: Runaway Jane – Allein gegen alle (Jane Doe, Fernsehfilm)
- 2002: Bubba Ho-Tep
- 2002: Last Call (Fernsehfilm)
- 2002: John Carpenter’s Vampires: Los Muertos
- 2003: Der Fluch von Darkness Falls (Darkness Falls)
- 2003: Die Stunde des Jägers (The Hunted)
- 2003: Dune – Die Kinder des Wüstenplaneten (Frank Herbert’s Children of Dune)
- 2003: Timeline
- 2003: Thought Crimes – Tödliche Gedanken (Thoughtcrimes, Fernsehfilm)
- 2003: The Big Empty
- 2004: Das perfekte Paar (Perfect Opposites)
- 2004: The Final Cut – Dein Tod ist erst der Anfang (The Final Cut)
- 2004: Godsend
- 2004: Paparazzi
- 2005: Constantine
- 2005: Das größte Spiel seines Lebens (The Greatest Game Ever Played)
- 2006: Annapolis – Kampf um Anerkennung (Annapolis)
- 2006: Bug
- 2006: The Fast and the Furious: Tokyo Drift
- 2007: War
- 2007: Aliens vs. Predator 2 (Aliens vs. Predator: Requiem)
- 2008: John Rambo
- 2008: Bangkok Dangerous
- 2008: Eagle Eye – Außer Kontrolle (Eagle Eye)
- 2008: Das Lazarus-Projekt (The Lazarus Project)
- 2009: Fast & Furious – Neues Modell. Originalteile. (Fast & Furious)
- 2009: Dragonball Evolution
- 2009: Gesetz der Rache (Law Abiding Citizen)
- 2009: Middle Men
- 2009: Final Destination 4 (The Final Destination)
- 2009: Experiment Killing Room (The Killing Room)
- 2010: The Expendables
- 2010–2013: Transformers: Prime (Fernsehserie, 50 Episoden)
- 2010–2020: Hawaii Five-0 (Fernsehserie, 155 Episoden)
- 2011: World Invasion: Battle Los Angeles (Battle: Los Angeles)
- 2011: Fast & Furious Five
- 2011: Final Destination 5
- 2011: Terra Nova (Fernsehserie, 12 Episoden)
- 2012: John Dies at the End
- 2012: Brake
- 2012: The Expendables 2
- 2013: Iron Man 3
- 2013: Die Unfassbaren – Now You See Me (Now You See Me)
- 2013: Thor – The Dark Kingdom (Thor: The Dark World)
- 2013–2017: Sleepy Hollow (Fernsehserie, 49 Episoden)
- 2014: The Expendables 3
- 2014: Storm Hunters (Into the Storm)
- 2014: Teenage Mutant Ninja Turtles
- 2014–2018: Scorpion (Fernsehserie, 89 Episoden)
- 2015: Fast & Furious 7 (Furious 7)
- 2015: Avengers: Age of Ultron
- 2015: Der Moment der Wahrheit (Truth)
- 2016: Das Jerico Projekt (Criminal)
- 2016: Die Unfassbaren 2 – Now You See Me (Now You See Me 2)
- 2016: The Disappointments Room
- 2017: xXx: Die Rückkehr des Xander Cage (xXx: Return of Xander Cage)
- 2017: Power Rangers
- 2017: Fast & Furious 8 (The Fate of the Furious)
- 2017: Die Mumie (The Mummy)
- 2018: Crazy Rich (Crazy Rich Asians)
- 2018–2024: Yellowstone (Fernsehserie, 53 Episoden)
- 2019: Escape Room
- 2019: Was Männer wollen (What Men Want)
- 2019: Drei Schritte zu Dir (Five Feet Apart)
- 2019: Swamp Thing (Fernsehserie, 10 Episoden)
- 2019: Rambo: Last Blood
- 2019: Ready or Not – Auf die Plätze, fertig, tot (Ready or Not)
- 2019: Was Männer wollen (What Men Want)
- 2019: 3 Engel für Charlie (Charlie’s Angels)
- 2020: Clouds
- 2021: Fast & Furious 9 (F9)
- 2021: Escape Room 2: No Way Out (Escape Room: Tournament of Champions)
- 2021–2022: 1883 (Fernsehserie, 10 Episoden)
- 2022: Scream
- 2022: Redeeming Love – Die Liebe ist stark (Redeeming Love)
- 2022: Chip und Chap: Die Ritter des Rechts (Chip ‘n’ Dale: Rescue Rangers)
- seit 2022: 1923 (Fernsehserie)
- 2023: Scream VI
- 2023: Der Super Mario Bros. Film (The Super Mario Bros. Movie)
- 2023: Fast & Furious 10 (Fast X)
- 2024: Abigail
- 2024: Transformers One

## Videospiele
- 2010: Lego Universe
- 2011: Call of Duty: Modern Warfare 3
- 2011: Need for Speed: The Run
- 2012: Far Cry 3
- 2013: Army of Two: The Devil’s Cartel
- 2013: Assassin’s Creed IV: Black Flag
- 2018: Lost Ark[6]
- 2022: F1 Manager 2022

## Auszeichnungen
- Für die Musik an dem Film Last Call wurde Tyler für einen Emmy nominiert.[7]
- Tyler wurde zweimal mit dem ASCAP-Award ausgezeichnet (für die Filme Eagle Eye – Außer Kontrolle und Constantine.[7])